# Максимовка (Саратовская область)
Макси́мовка — село в Базарно-Карабулакском районе Саратовской области, административный центр Максимовского муниципального образования.

## География
Находится на расстоянии примерно 23 километра по прямой на юг-юго-восток от районного центра поселка Базарный Карабулак.

## История
Официальная дата основания 1783 год. По другим данным село основано в 1720-х — 1740-х годах. В 1776 была построена деревянная церковь во имя Покрова Пресвятой Богородицы. В канун отмены крепостного права в селе насчитывалось 147 дворов и 1592 жителя. Покровская церковь полностью сгорела в июле 1897 года, построена заново в 1900 году, сгорела в 2005 году, построена вновь в 2014 году. По данным 1910 года в Максимовке был 581 двор и 3278 жителей. Во второй половине XX века село было центром Максимовского сельсовета и центральной усадьбой колхоза имени XX партсъезда.

## Население
| 2002 | 2010 |
| ---- | ---- |
| 704  | ↘664 |

Постоянное население составляло 704 человека в 2002 году (русские 95 %), 664 в 2010.

## Инфраструктура
Работают детский сад, основная школа имени Героя Советского Союза Н. С. Маркелова, дом культуры, почта, отделение врача общей практики, два магазина, две котельные, три водонапорные башни, церковь. Село полностью газифицировано.